# Festival de Ópera e Música Clássica de Ponte de Lima

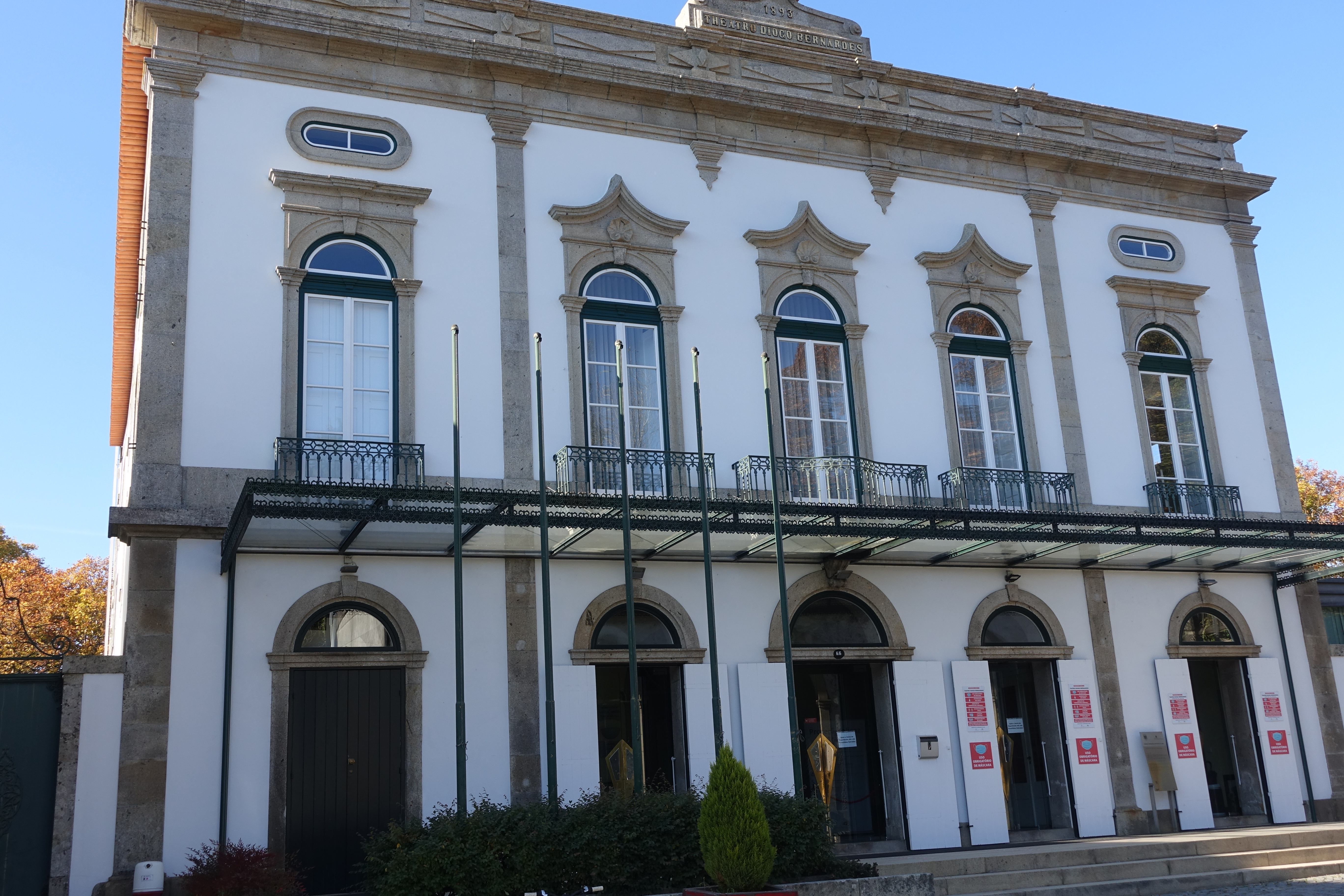
Teatro Diogo Bernardes

O Festival de Ópera e Música Clássica de Ponte de Lima foi um festival de ópera e música clássica que se realizou na vila de Ponte de Lima, na região do Minho, em Portugal.

## Descrição e história
O festival foi organizado desde 2003 pela Associação Ópera Faber, pela Câmara Municipal de Ponte de Lima, em conjunto com a Associação Cultural do Norte de Portugal. O Festival realizou-se pelo menos até 2009. De acordo com a Associação Cultural do Norte de Portugal, este festival tinha como finalidade «dar uma oportunidade à população local, nacional e internacional de conhecer e apreciar música num ambiente singular em termos culturais e paisagísticos».
Os festivais incluíam apresentações de ópera bem como a realização de vários concertos e eventos musicais no Teatro Diogo Bernardes, na Casa Senhorial Villa Moraes, noutros edifícios históricos e nas ruas e praças de Ponte de Lima. Desde o seu início já foram apresentados Le Nozze di Figaro e Don Giovanni, de Mozart, L'Elisir d'Amore de Donizetti e La Bohème, de Puccini. Além de ópera e música clássica, também se representavam outros tipos de música, como fado, música de câmara, jazz, tunas e folclore.
Da Comissão de Honra do Festival fizeram parte Maria Cavaco Silva, Antonio Pappano, Laurence Dale e Vasco Graça Moura.